# Jean Miriot
Jean Miriot, né le 16 avril 1924 à Villars-les-Dombes (Ain) et mort le 16 octobre 2020 à Lyon, est un homme politique français.

## Détail des fonctions et des mandats
Mandat parlementaire
- 30 novembre 1958 - 9 octobre 1962 : Député de la 1re circonscription du Rhône